# 세치라고아스

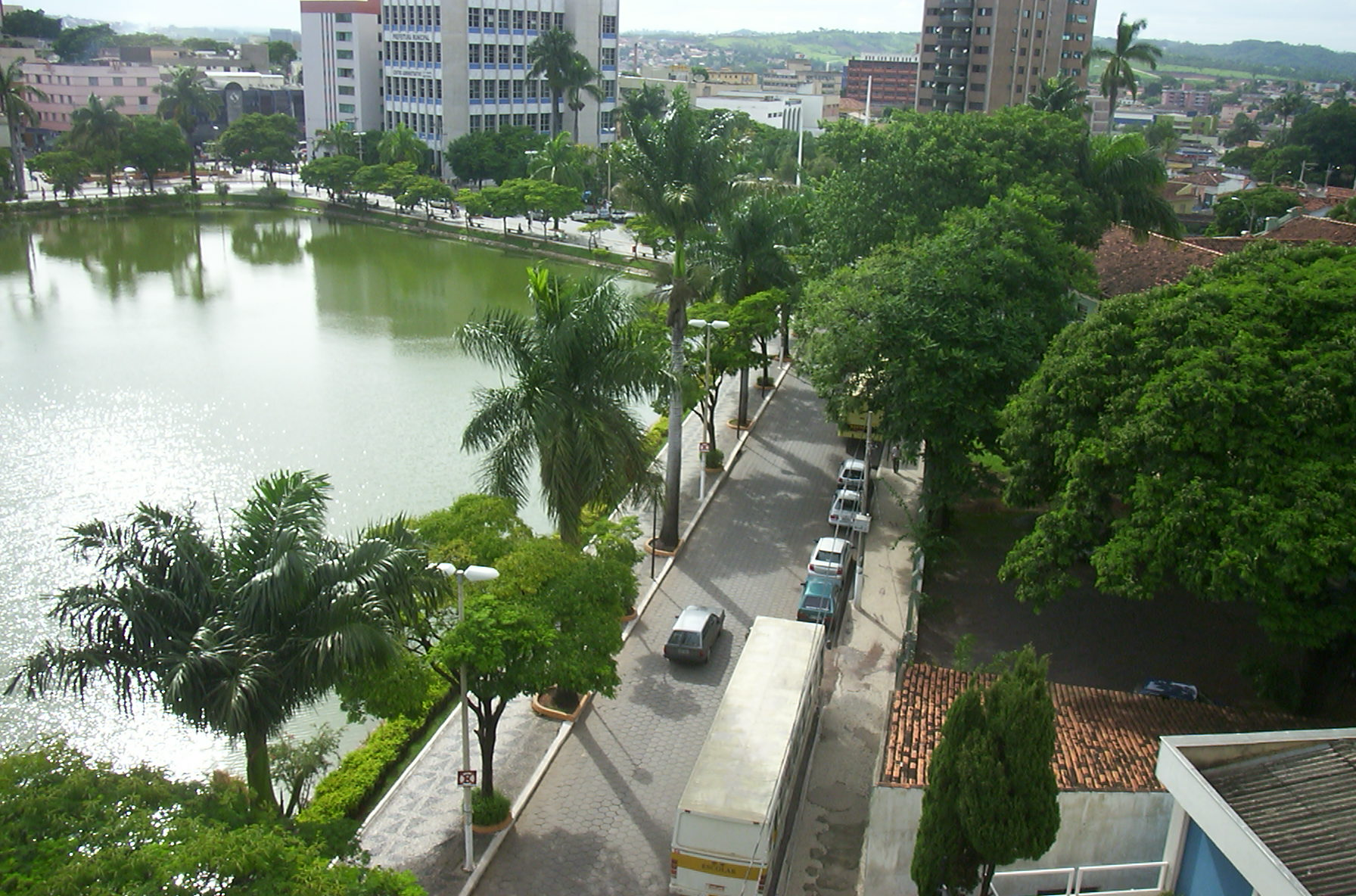
세치라고아스

세치라고아스의 위치

세치라고아스(포르투갈어: Sete Lagoas)는 브라질 미나스제라이스주의 도시로 면적은 537.476km2, 높이는 766.73m, 인구는 227,571명(2013년 기준), 인구 밀도는 423.41명/km2이다. 도시 이름은 포르투갈어로 "7개의 석호"를 뜻한다.